# Huawei U2801
Huawei U2801 је мобилни телефон произвођача Huawei Inc. и у Канади га продаје компанија Wind Mobile, а раније Mobilicity.

## Историја
Wind Mobile и Mobilicity додали су Huawei U2801 у своју линију крајем 2011. године као приступачан телефон. У Wind-у је заменио Huawei U1250 као основни candybar телефон оператера.

## Карактеристике
Huawei U2801 је једноставан POS телефон са неким мултимедијалним функцијама. Има прикључак за слушалице од 3,5 mm за слушање MP3 аудио датотека. Наменски музички тастер отвара мени Музика, омогућавајући вам да изаберете датотеке или станицу коју желите да слушате. Док сте у менију Музика, функцијама премотавања уназад, премотавања унапред и репродукције/паузе можете приступити притиском на лево, десно и дугме за избор.
Укључена је врло основна камера за брзо снимање слика и видео записа. Слике могу имати величину до 0,3 мегапиксела, док је камкордер ограничен на ниску QCIF резолуцију од 176x144 пиксела. Не постоји наменско дугме за камеру, али камери се може приступити притиском десног тастера на екрану сата или избором Камера у главном менију. Дугме за одабир се користи за снимање слика или за почетак и прекид снимања видео записа.

## Мреже
У Канади се Huawei U2801 продаје у Wind Mobile-у. Такође је компатибилан са многим мрежама у тој земљи, укључујући GSM и AWS-базиран HSPA+. Једном откључан, може се користити и на Rogers Wireless-y, Chatr-y, Fido-y, Vidéotron Mobile-y, Mobilicity-y и Eastlink Wireless-y.

## Критика
Након што је Huawei U2801 први пут представљен, многи људи су случајно џепно позивали 911 због функције SOS којој се може приступити притиском на дугме горњем десном углу. Затим да бисте позвали, само притисните дугме у горњем левом углу. Ова опасна функција се није могла искључити, што је резултирало многим притужбама на Huawei. Huawei је решио овај проблем уклањањем SOS функције. Aжурирани U2801 има и леви и десни угао тастера као пречице на тастатури, објављен је 2014. године.